# 金沢市立内川小学校
金沢市立内川小学校（かなざわしりつ うちかわしょうがっこう、英語: Kanazawa Municipal Uchikawa Elementary School）は、石川県金沢市別所町に所在する公立小学校。

## 沿革
《主要な出典：》
- 1875年（明治8年） - 石川郡内川村字別所に別所小学校創設[6]。
- 1876年（明治9年） - 石川郡内川村字小原に小原小学校創設[6]。
- 1892年（明治25年） - 従前の簡易科小原小学校を内川村立内川尋常小学校と改称し、山川、別所、堂、後谷にあった簡易科小学校をそれぞれ内川尋常小学校の分教場と称する。
- 1908年（明治41年）
  - 4月1日 - 小学校令の改正により、義務教育期間が6年となる。
  - 12月4日 - 別所ヰ18番地（現在地）に校舎を新築のうえ、同日に開校式を挙行。前後して11月から12月にかけて山川、別所の両分教場を本校に合併。
- 1922年（大正11年）4月1日 - 高等科を併置し、内川村立尋常高等小学校と改称[7]。
- 1941年（昭和16年）4月1日 - 国民学校令施行に伴い、内川国民学校と改称。
- 1947年（昭和22年）4月1日 - 学制改革により、内川村立内川小学校と改称。内川村立内川中学校を同じ敷地内に併置。堂、後谷の分教場をそれぞれ分校と改称。
- 1954年（昭和29年）7月1日 - 内川村の金沢市編入に伴い、金沢市立内川小学校と改称。後谷分校を菊水分校と改称。同年、校歌を制定（作詞：藤田福夫、作曲：今井松雄[8]）。
- 1957年（昭和32年）11月3日 - 創立80周年記念式挙行。
- 1959年（昭和34年） - 運動場新設。
- 1962年（昭和37年） - 国旗掲揚塔完成。
- 1964年（昭和39年） - 体育館落成。
- 1970年（昭和45年）8月29日 - 内川小学校堂分校の閉校式を実施（内川ダム建設に伴う堂町"廃町"のため[注釈 1]）[9]。
- 1973年（昭和48年）3月31日 - 内川小学校菊水分校が内川ダム建設のため廃校[10]。
- 1974年（昭和49年） - 創立100周年記念式を挙行。

## 通学区域
内川小学校通学町（三小牛町、別所町、蓮花町、山川町、小原町、新保町、住吉町、堂町、菊水町）

## 周辺
- 内川ダム
- 内川スポーツ広場
- 北陸学院大学
- 北陸学院大学短期大学部
- 北陸学院小学校
- 瀬織津姫神社